# Glyptothorax armeniacus
Glyptothorax armeniacus és una espècie de peix de la família dels sisòrids i de l'ordre dels siluriformes. Poden assolir els 12,5 cm de llargària total. Es troba a Euràsia.